# Amsterdam Music Festival

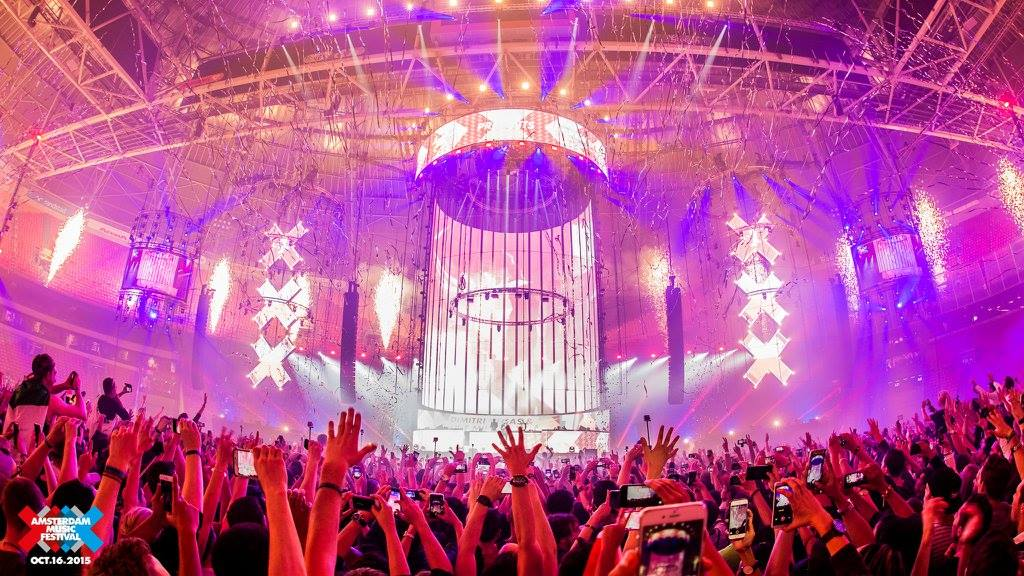
В 2015 году

Amsterdam Music Festival (AMF) — ежегодный фестиваль электронной музыки, проводимый в октябре, в Амстердаме.

## История
Первый фестиваль состоялся в октябре 2013 года, он прошёл в выставочном центре RAI Amsterdam. Тогда его посетило 25,000 человек. Начиная с того года, фестиваль проводится ежегодно, и стал одним из самых ожидаемых фестивалей.
В 2014 году из-за большого интереса к фестивалю, было решено перенести фестиваль с RAI Amsterdam на Амстердам Арену. В этом году его посетило 35,000 человек.
В 2015 году фестиваль расширился с одного дня до двух. В первый день объявлялись лучшие диджеи мира версии журнала DJ Magazine, а во второй день выступали диджеи. В том же году AMF начинает сотрудничество с неправительственной организацией Dance4Life, которая работает с молодежью для создания мира без СПИДа. За каждый проданный билет AMF жертвует 50 центов на благотворительность.
В 2016 году организаторы решили расширить мероприятие до восьми мероприятий, в трёх разных местах: Амстердам Арена (ныне Йохан Кройф Арена), Heineken Music Hall и Ziggo Dome. Согласно исследованию рынка GfK Netherlands, фестиваль AMF принёс почти 28 миллионов евро для экономики Амстердама.
Во время проведения фестиваля объявляется лучший диджей мира по версии журнала DJ Magazine.

## Музыка
С 2015 года каждый год фестиваль выпускает свой гимн
- 2015: Roovel — Skylights
- 2016: Jay Hardway — Amsterdam